# Stichopogon coquilletti
Stichopogon coquilletti là một loài ruồi trong họ Asilidae. Stichopogon coquilletti được Bezzi miêu tả năm 1910. Loài này phân bố ở vùng Tân Bắc giới.